# Stanisław Lipka
Stanisław Lipka (ur. 24 listopada 1913 w Olszowicy pod Opatowem, zm. 28 kwietnia 1993 w Kielcach) – polski artysta fotograf, uhonorowany tytułem Artiste FIAP (AFIAP). Jeden z przedstawicieli Kieleckiej Szkoły Krajobrazu. Członek rzeczywisty, członek Zarządu Świętokrzyskiego Towarzystwa Fotograficznego.

## Życiorys
Stanisław Lipka zajmował się fotografią od początku lat 30. XX wieku, po zakończeniu II wojny światowej osiedlił się w Starachowicach. Fotografią artystyczną parał się od 1955 roku – wówczas po raz pierwszy zaprezentował swoje fotografie na VI Ogólnopolskiej Wystawie Amatorskiej Fotografii Artystycznej w Warszawie. Miejsce szczególne w jego twórczości zajmowała fotografia architektury, fotografia dokumentalna, fotografia krajobrazowa, fotografia pejzażowa, fotografia portretowa. Związany ze świętokrzyskim środowiskiem fotograficznym – od 1957 roku mieszkał, pracował, tworzył w Kielcach (zawodowo związany z Kieleckim Przedsiębiorstwem Robót Mostowych). W 1957 roku został przyjęty w poczet członków rzeczywistych Świętokrzyskiego Towarzystwa Fotograficznego, w którym do roku 1971 uczestniczył w pracach Zarządu ŚTF. Był jednym z twórców związanych z Kielecką Szkołą Krajobrazu funkcjonującą od 1963 roku. Był kuratorem (komisarzem) I Ogólnopolskiej Wystawy Krajobrazu Polskiego (Kielce 1968) oraz II Biennale Krajobrazu Polskiego (Kielce 1971). 
Stanisław Lipka był uczestnikiem wielu wystaw fotograficznych; krajowych i międzynarodowych – w Polsce i za granicą. Brał aktywny udział w Międzynarodowych Salonach Fotograficznych, organizowanych m.in. pod patronatem Międzynarodowej Federacji Sztuki Fotograficznej FIAP. Jego fotografie prezentowane na wystawach pokonkursowych w Polsce i za granicą były doceniane akceptacjami, nagrodami, wyróżnieniami, dyplomami, listami gratulacyjnymi. W 1966 fotografia krajobrazowa Stanisława Lipki została umieszczona w prestiżowym Almanachu FIAP – 1966. Pokłosiem udziału w Międzynarodowych Salonach Fotograficznych pod patronatem FIAP było przyznanie Stanisławowi Lipce tytułu Artiste FIAP (AFIAP) przez Międzynarodową Federację Sztuki Fotograficznej FIAP. 
19 stycznia 1955 na wniosek Ministra Kultury i Sztuki został odznaczony Medalem 10-lecia Polski Ludowej. 
Fotografie Stanisława Lipki (przekazane przez rodzinę) znajdują się w zbiorach Muzeum Przyrody i Techniki w Starachowicach oraz Muzeum Historii Kielc. W 2013 roku w Muzeum Historii Kielc (w Małej Galerii) miała miejsce wystawa fotografii Stanisława Lipki, przekazanych do placówki przez syna artysty Wiesława Lipkę.
Zmarł w Kielcach, pochowany na cmentarzu komunalnym w Cedzynie (kwatera GM8A-9-8).